# Howard Blake
Howard Blake es un compositor inglés (nacido el 28 de octubre de 1938 en Londres), particularmente conocido por sus partituras para cine, si bien es prolífico autor en varios campos, como en la música clásica y en la música ligera. Entre sus obras más destacadas se pueden citar la música para The Bear y Los duelistas, si bien sus obras más aclamadas son las partituras orquestales credas para la película de 1980 Flash Gordon y su muy exitoso trabajo para la producción de Channel 4 The Snowman de 1982.

## Infancia
Si bien Blake no procedía de una familia de músicos profesionales, su entorno familiar no era ajeno al mundo de la música, pues su madre tocaba el piano y el violín y su padre cantaba como tenor en el coro de la iglesia. En la grammar school llegó a interpretar papeles principales de las óperas de Gilbert y Sullivan y fue reconocido como un buen pianista pero pocos eran conscientes de que ya por entonces también era capaz de crear sus propias composiciones.
A la edad de 18 años gana una beca para la Royal Academy of Music como pianista y compositor, si bien disentía de la percepción de sus contemporáneos respecto al estilo musical. Prácticamente dejó de componer y centró su atención en el cine. Al abandonar la Academia de Música ejerció brevemente como proyeccionista en el Teatro Nacional Cinematográfico (National Film Theatre). Al echar de menos la música, empezó a tocar como pianista en pubs y clubs durante un par de años hasta ser descubierto y contratado por EMI para hacer un álbum en solitario y trabajar en diversas grabaciones. Esto le condujo a dedicarse a trabajar como arreglista y compositor, acabando por convertirse en su ocupación a tiempo completo.

## Carrera musical (breve biografía actualizada a 13 de octubre de 2008)
La más reciente edición del Diccionario Grove de la Música y los Músicos afirma que "Howard Blake ha alcanzado la fama como pianista, director de orquesta y compositor". Creció en Brighton, poblado situado en la costa sur de Inglaterra, en el histórico Condado de Sussex. Ya desde los 11 años empezó a interpretar roles principales como niño soprano. Y a los 18 años en el Festival de Música de Hastings obtuvo una beca para la Royal Academy of Music (Real Academia de Música), donde estudió piano con Harold Craxton y composición con Howard Ferguson.
En su intensamente activa carrera ha escrito numerosas partituras para películas, entre ellas, Los duelistas (The duellists), dirigida por Ridley Scott y producida por David Puttnam, ganadora del Premio Especial del Jurado a la Mejor Opera Prima en el Festival de Cannes de 1977; A month in the Country, dirigida por Pat O'Connor y con la interpretación, entre otros, de Kenneth Branagh y Colin Firth, con la que conquistó el Premio Anthony Asquith del Instituto Cinematográfico Británico (British Film Institute Anthony Asquith Award) a la excelencia musical en 1989; y The Snowman, película de animación dirigida por Dianne Jackson, a partir del libro homónimo de Raymond Briggs, nominada al Oscar tras su retransmisión en el canal británico Channel 4 en 1982, haciéndose acreedora de numerosos galardones a nivel internacional. Su famosa canción "Walking in the Air", para la cual también escribió su letra, fue el éxito que lanzó Aled Jones (cantante y presentador de radio y televisión galés) en 1985, mientras que su versión de concierto para narrador y orquesta es interpretada actualmente por todo el mundo, así como el ballet del mismo nombre, lanzado en 1997, y que en 2008 celebró su undécima temporada consecutiva de Navidad con el Sadler's Wells Ballet, actualmente The Royal Ballet (El Ballet Real), en el "Peacock Theatre".
Asimismo, Howard ha elaborado muchas obras de concierto, entre ellas, podemos mencionar el Concierto para piano y orquesta, encargado por la Orquesta Philharmonia (Philharmonia Orchestra) para el trigésimo cumpleaños de la Princesa Diana (Diana de Gales) en 1991, en el cual actuó él mismo como intérprete solista al piano; así como el Concierto para violín y orquesta, con motivo del centenario de la ciudad de Leeds - ciudad del norte de Inglaterra, situada en el Condado de Yorkshire del Oeste (West Yorkshire) - en 1993.
Otras obras suyas son: la Cantata para la Celebración del Cincuenta Aniversario de la Organización de las Naciones Unidas en 1995
interpretada en presencia de la Familia Real Británica en Westminster Hall; y "Benedictus" gran obra coral y orquestal, interpretada por Sir David Willcocks y The Bach Choir siendo estrenada en Londres, en la Catedral de Westminster, en 1989, con el Cardenal Hume como narrador y siendo ampliamente interpretada desde dicho estreno.
Otros trabajos más recientes son "Lifecycle" (Ciclo de vida), que constituye un conjunto de 24 piezas para piano, siendo grabado para el sello discográfico ABC Classics en 2003; "Songs of Truth and Glory", ciclo de cinco canciones para coro y orquesta, encargada por la Fundación Elgar en 2005 con ocasión del Three Choirs Festival, basándose en poemas de George Herbert, siendo estrenada el 8 de agosto de 2005 en Worcester, en la Iglesia de San Martín por la Elgar Chorale and Camerata, con Adrian Partington al órgano y bajo la dirección de Donald Hunt; y la primera grabación de "The Land of Counterpane", ciclo de canciones con letra de Robert Louis Stevenson, grabado en el Usher Hall de Edimburgo en marzo de 2007, con la Scottish Chamber Orchestra (Orquesta de Cámara Escocesa), bajo su propia batuta.
Es miembro de la Royal Academy of Music (Real Academia de Música) y en 1994 recibió la Orden del Imperio Británico (en inglés OBE: Order of British Empire) por sus servicios a la música.
Ha escrito una ingente cantidad de música comercial con enorme éxito en la década de los sesenta, pero en 1970, decidió alejarse de todo y vivir solo en una playa en Cornualles durante unos dos meses.
En 1980, se le encargó la redacción de una partitura orquestal para la película Flash Gordon. La partitura resultante no sólo incluía música de Blake sino también música de Queen, transcrita para orquesta por el propio Blake. Empleó tan sólo diez días para elaborar toda la partitura, y una vez finalizado el encargo enfermó debido a una bronquitis causada por el agotamiento. No obstante, se recuperó y su trabajo se vio recompensado con una nominación para los Premios BAFTA. Sin embargo, fue una auténtica decepción para él que buena parte de su partitura para la película no fuera utilizada por los creadores de la misma. Dos años después, en 1982, obtendría el reconocimiento general por la música para la película The Snowman. La canción Walking in the Air ha sido intrpretada en diversas formas desde entonces, alcanzando gran popularidad desde su lanzamiento. Entre otros, la banda heavy metal finlandesa Nightwish hizo una versión de la misma. La vanguardista banda heavy metal noruega Angst Skvadron también hizo su particular versión.

## Composición
- Los duelistas (1977)
- Flash Gordon  (1980)
- Amityville 3-D (1983)
- The Snowman (1982)
- A Month in the Country (1987)
- Granpa Granpa (1989)
- The Bear (1999)

## Links
- Sitio oficial

- Datos: Q731371